# Девненска низина
Девненската низина е низина в Североизточна България, Източната Дунавска равнина, област Варна.
Низината е разположена в източната част на Източната Дунавска равнина, като на запад достига до подножието на Добринското плато, на север – до южните склонове на Добруджанското плато, на изток – до западните склонове на Франгенското плато и Белославското езеро, на югоизток – до северозападните склонове на Авренското плато, а на юг прехожда в Синделската низина.
Дължината на низината от север на юг е около 12 km, максималната ѝ ширина от запад на изток около 8. Средната ѝ надморска височина е около 50 m, като по периферията постепенно се повишава. В низината се намират най-големите карстови извори в България – Девненските карстови извори. Отводнява се от река Девня (ляв проток на Провадийска река) и нейните притоци.
В низината е разположен град Девня, а източно от него е изграден големият химически комплекс „Девня“. Малки части от земите се използват за земеделие. Природната среда е силно антропогенно изменена. През средата на низината преминава участък от автомагистрала „Хемус“ и участък от първокласен път № 2 от Държавната пътна мрежа Русе – Шумен – Варна.

## Топографска карта
- Лист от карта K-35-32. Мащаб: 1 : 100 000.